# Свирильск
Свири́льск (Сверилеск) — исчезнувший древнерусский город, стоявший на одноимённой реке. Входил в состав Черниговского княжества. 

## История
15 июня 1175 года Юрьевичи въехали во Владимир, после чего черниговский княжич Олег Святославич проводил из Чернигова до Москвы жён Михаила и Всеволода и из Лопасны напал на находившийся под рязанской властью черниговский удел Сверилеск. В Ипатьевской летописи, известной по спискам XV и XVI веков, под 1177 годом упомянут бой Олега Святославича на реке «др.-рус. Свирильскѣ» с рязанским князем — племянником Глеба Ростиславича: «Ѡлегъ же совокупѧ дружину свою и выиде к нему и бьӕхутьсѧ на Свирильскѣ и побѣди Ѡлегъ Ст҃ославича шюрина своего и много дружины изоима а самъ ѡдва оутече».

## Расположение
На якобы одноимённое село «в 60 верстах от Москвы к Серпухову» указывал Николай Карамзин, но в районе реки Нары села с таким названием нет, что отмечали ещё историки XIX столетия.
Николай Надеждин и Константин Неволин отождествили летописный Сверилеск с селом Северским (Сиверским) в Коломенском районе Московской области, а реку Свирилеску — с рекой Северкой (Сиверкой). На месте села Северское обнаружено селище XII—XVII веков с культурным слоем до одного метра. Сегодня эта версия локализации древнего Свирильска разделяется большинством исследователей.